# Szegedy Ferenc (alispán)

A mezőszegedi Szegedy család címere

Mezőszegedi Szegedy Ferenc Xávér Antal Ignác Péter Pál (Ötvös, Zala vármegye, 1786. március 3. – Bécs, Ausztria, 1848. május 24.) Verőce vármegye főispánja, Szabolcs vármegye főispáni helyettes, Zala vármegye első alispánja, országgyűlési követe, hétszemélyes tábla bírája, táblabíró, földbirtokos. Szegedy Ferenc Kisfaludy Sándorné mezőszegedi Szegedy Róza (1774–1832) öccse volt.

## Élete
A mezőszegedi Szegedy család sarja. Édesapja, mezőszegedi Szegedy Ignác (1736–1796) királyi tanácsos, Zala vármegye alispánja, földbirtokos, édesanyja, a barkóczi Rosty család származású barkóczi Rosty Katalin Rozália (1753–1787) volt. Az apai nagyszülei mezőszegedi Szegedy Ferenc, Veszprém vármegye alispánja, földbirtokos és medgyesi Somogyi Rozália voltak. Az anyai nagyszülei barkóczi Rosty Ferenc (1718-1790) királyi tanácsos, Vas vármegye alispánja, országgyűlési követe, földbirtokos, és bajáki Bajáky Katalin (1726–1782) lánya volt. Szegedy Ferenc anyai nagybátyja barkóczi Rosty Pál (1745–1810), táblabíró, főhadnagy, földbirtokos, aki elítélt magyar jakobinus volt. Anyja elsőfokú unokatestvére boldogfai Farkas János (1741–1788), Zala vármegye Ítélőszék elnöke, Zala vármegye főjegyzője, földbirtokos volt. Szegedy Ferenc egyik nővére, Kisfaludy Sándorné mezőszegedi Szegedy Róza (1774–1832) volt; a másik nővére mezőszegedi Szegedy Antónia (1782–1842), akinek a férje, bezerédi Bezerédj György (1779–1863) alnádor, királyi tanácsos, a kőszegi kerületi tábla elnöke volt.
A pozsonyi jogakadémiában végzett és 1804-ben zala vármegye tiszteletbeli aljegyzője lett, majd 1806-ban a szántói járás alszolgabírója. 1809-ben a nemesi felkelésben lovaskapitány volt, majd 1815-ben Szegedy Ferencet választották meg Zala vármegye első alispánjává, ezáltal leváltották az öreg, konzervatív, császárhű lovászi és szentmargithai Sümeghy József (1757–1832) alispánt. 1819. július 5-én Szegedy elbúcsúzott az alispáni hivatalától, majd császári és királyi kamarási rangot szerzett. Ezután az első alispánná hertelendi és vindornyalaki Hertelendy Györgyöt választották meg, akit Szegedy Ferenc támogatott. Amint Szegedy kilépett, "megfordították sokan köpönyegjöket, és Sümeghy József részre állottak". Szervezkedni kezdtek ellene Sümeghy hívei, és domjánszegi Dómján József másodalispánnal kívánták felváltani, azonban az 1825-ös tisztsújításon Hertelendy továbbra is maradt első alispánként; Szegedy Ferenc és liberális támogatói erőre kaptak.
Később, Szegedy Ferenc, 1825-től 1827-ig Deák Antal követtársa lett és Zala megyét képviselte a pozsonyi országgyűlésen. Ott ahol ellenzékiként lépett fel a törvénytelen királyi rendeletek által okozott sérelmek orvoslása érdekében. A császári titkosrendőrség jellemzése szerint a diétán volt a mérsékelt – alkotmányos, sérelmi – ellenzék középpontja. Politikai közömbösítése érdekében magas rangú hivatali kinevezéssel próbálták lecsendesíteni: 1827-ben Szabolcs vármegye főispáni helyettesévé nevezték ki, és akkor végleg távozott Zalából. 1829-től a hétszemélyes tábla bírája, 1830-tól pedig Verőce főispánjává nevezték ki. Miután lemondott a hivataláról, az 1840-es évek derekán, belső titkos tanácsosként, Acsádon lakott Vas megyében. Tagja volt a Tudományos Akadémia igazgatóságának.
Az első alispáni megválasztásakor a következő jellemzés hangzott el róla: "...a mély belátású, egyenes szívű, de az általa jól esmért köznemességnek hízelkedni nem tudó Szegedy...".
1848. május 24.-én hunyt el Bécsben nőtlen és leszármazottak nélkül.